# Belvedere di Spinello
Belvedere di Spinello là một đô thị ở tỉnh Crotone, vùng Calabria, phía nam Italia.